# Ивет Манесис Корпорън
Ивет Манесис Корпорън (на английски: Yvette Manessis Corporon) е американска журналистка, телевизионен продуцент и писателка на бестселър в жанра любовен роман.

## Биография и творчество
Ивет Манесис Корпорън е родена през 1968 г. в Ню Йорк, САЩ. Родителите ѝ са емигранти от Гърция.
Завършва история и журналистика от Нюйоркския университет. След дипломирането си работи като журналист и телевизионен продуцент. Старши продуцент е в развлекателния новинарски канал „Екстра“. Прави множество интервюта с емблематични съвременни личности. Заедно с работата си и отглеждането на децата си, в продължение на шест години пише първия си роман.
През 2014 г. е издаден дебютният ѝ роман „Когато кипарисът шепне“, който става бестселър. Главната героиня е американка от гръцки произход, която е изгубила семейството си и се опитва да преодолее мъката си чрез връщане към миналото, митовете, историята и културата на идиличния остров Ерикуса.
Удостоена е с наградата „Еми“ и с редица други отличия за принос в журналистиката и за принос към гръцкото наследство и култура.
Омъжена е за фотожурналиста Дейвид Корпорън, с когото имат две деца.
Ивет Манесис Корпорън живее със семейството си в Бронкс, Ню Йорк.

## Произведения

### Самостоятелни романи
- When the Cypress Whispers (2014)
Когато кипарисът шепне, изд.: ИК „Кръгозор“, София (2014), прев. Маргарита Спасова

### Документалистика
- Peeing in Peace: Tales and Tips for Type A Moms (2007) – с Бет Фелдман
- Something Beautiful Happened (2017)